# Кетрін Брітт
Кетрін Елізабет Брітт (англ. Catherine Elisabeth Britt; нар. 31 грудня 1984; Ньюкасл, Новий Південний Уельс, Австралія)  — австралійська кантрі-співачка. У 2004 Кетрін переїхала у Нашвілл, Теннессі, США, а тому отримала прихильність слухачів не тільки з рідної Австралії, а й з США. Співачка випустила чотири студійні альбоми: «Dusty Smiles and Heartbreak Cures», «Too Far Gone», «Little Wildflower», «Catherine Britt». Її найуспішнішим синглом стала пісня «The Upside of Being Down», яка посіла 36 місце на «Billboard» Hot Country Songs в 2004.

## Музична кар'єра
В 1999 Кетрін випустила свій перший міні-альбом «In The Pines». Невдовзі вона підписала контракт з «ABC Country Music Records» і у 2002 випустила свій перший студійний альбом «Dusty Smiles and Heartbreak Cures». В 2004 вона переїхала до США і підписала контракт з «RCA Records Nashville». Хоч її пісня «The Upside of Being Down» посіла на «Billboard» Hot Country Songs 36 місце, Кетрін так і не випустила жодного альбому в США.

## Дискографія
- 2002: Dusty Smiles and Heartbreak Cures
- 2006: Too Far Gone
- 2008: Little Wildflower
- 2010: Catherine Britt
- 2012: Always Never Enough
- 2015: Boneshaker
- 2018: Catherine Britt & the Cold Cold Hearts
- 2021: Home Truths

## Нагороди

### «APRA Awards»
| Рік  | Категорія                | Що номінується       | Результат   |
| ---- | ------------------------ | -------------------- | ----------- |
| 2011 | Country work of the Year | Can’t Change A Thing | Номінований |
| 2013 | Country work of the Year | Charlestown Road     | Номінований |

### «ARIA Music Awards»[3]
| Рік  | Категорія                      | Що номінується                    | Результат   |
| ---- | ------------------------------ | --------------------------------- | ----------- |
| 2002 | Country Album of the Year      | Dusty Smiles and Heartbreak Cures | Номінований |
| 2006 | Country Album of the Year      | Too Far Gone                      | Номінований |
| 2008 | Country Album of the Year      | Little Wildflower                 | Номінований |
| 2010 | Country Album of the Year      | Catherine Britt                   | Номінований |
| 2010 | Most Popular Australian Artist | Кетрін Брітт                      | Номінований |

### «CMAA Country Music Awards of Australia»
| Рік  | Категорія                          | Що номінується                                 | Результат   |
| ---- | ---------------------------------- | ---------------------------------------------- | ----------- |
| 2006 | Video Clip of the Year             | Poor Man's Pride — зрежисований Россом Вудом   | Номінований |
| 2007 | Album of the year                  | Too Far Gone                                   | Номінований |
| 2007 | Single of the year                 | Too Far Gone                                   | Номінований |
| 2007 | Female Artist of the Year          | Кетрін Брітт (за Too Far Gone)                 | Номінована  |
| 2009 | Album of the year                  | Little Wildflower                              | Номінований |
| 2009 | Single of the year                 | What I Did Last Night                          | Номінований |
| 2009 | Female Artist of the Year          | Кетрін Брітт (за What I Did Last Night)        | Виграла     |
| 2009 | Video Clip of the Year             | Little Wildflower — зрежисований Маєлсом Конті | Номінований |
| 2010 | Album of the year                  | Catherine Britt                                | Номінований |
| 2010 | Most Popular Australian Artist     | Кетрін Брітт                                   | Номінований |
| 2010 | 2010 CMA Global Artist of the Year | Кетрін Брітт                                   | Виграла     |
| 2012 | Single of the year                 | Sweet Emmylou                                  | Виграла     |
| 2013 | Female Artist of the Year          | Кетрін Брітт (за Charlestown Road)             | Виграла     |
| 2016 | Female Artist of the Year          | Кетрін Брітт (за Boneshaker)                   | Виграла     |

### «CMC Country Music Channel Australia»
| Рік  | Категорія                 | Що номінується | Результат  |
| ---- | ------------------------- | -------------- | ---------- |
| 2009 | CMC Artist of the year    | Кетрін Брітт   | Номінована |
| 2012 | CMC Oz Artist of the year | Кетрін Брітт   | Номінована |

### «Vanda & Young Songwriting Competition»
| Рік  | Категорія              | Що номінується | Результат |
| ---- | ---------------------- | -------------- | --------- |
| 2011 | Songwriter of the Year | Sweet Emmylou  | 2-е місце |